# Kader Belarbi
Pour les articles homonymes, voir Belarbi.
Kader Belarbi, né le 18 novembre 1962 à Grenoble, est un danseur et chorégraphe français, ancien danseur étoile du ballet de l'Opéra de Paris. Il a pris ses fonctions à la tête du Ballet du Capitole de Toulouse de 2012 à 2023.

## Biographie
Kader Belarbi est le fils d'un père algérien et d'une mère française. Il entre à l'école de danse de l'Opéra de Paris en 1975 et est engagé cinq ans plus tard dans le corps de ballet, nommé quadrille en 1981, coryphée en 1984 et sujet l'année suivante. Premier danseur en 1989, il est remarqué par Rudolf Noureev. Il est nommé étoile par Eugène Poliakoff et Patrice Bart la même année, à l'issue d'une représentation de La Belle au bois dormant.
Kader Belarbi a dansé les nombreux ballets du répertoire de l’Opéra national de Paris : Giselle, Le Lac des Cygnes (version Bourmeister et Noureev), Roméo et Juliette, La Bayadère, Don Quichotte, Casse noisette, la Belle au bois dormant (Noureev), Vaslaw, Casse-Noisette , Magnificat, Sylvia, La Dame aux Camelias (John Neumeier). Interprète de Jérome Robbins qui le choisit pour In the Night, Dances at a gathering, Glass pieces et The Four Seasons, il danse aussi dans les œuvres de Georges Balanchine (Agon, Serenade, Le Palais de Cristal, Le Fils Prodigue Les Quatre Tempéraments, Violin Concerto, Symphonie en trois mouvements, Allegro Brillante, Joyaux) ; Le Tricorne, la Symphonie fantastique (Massine), Fall River Legend (Agnès de Mille), L'Après-midi d'un faune (Nijinski), Les Noces (Bronislava Nijinska), Napoli (Bournonville), Le Chant des Petits Gosses, No man's land, Roméo et Juliette, Les Quatre Derniers Lieder (Rudi Van Dantzig).
Son registre est vaste. Jouant de préférence « les méchants » dans les ballets de Rudolf Noureev (Tybalt, Rothbart, Abderam), il peut aussi interpréter les hommes blessés dans ceux de Roland Petit (Le Jeune Homme et la Mort, Don José dans Carmen, Le Loup, Frollo et Quasimodo dans Notre Dame de Paris, Le Rendez-Vous, Camera obscura), les personnages ténébreux et romantiques (le Poète de la Symphonie Fantastique de Léonide Massine, Albrecht dans la Giselle classique ou celle de Mats Ek, les figures bibliques (Le Fils prodigue de Georges Balanchine), comme les cyniques (le prêcheur de Speaking in Tongues de Paul Taylor, Lescaut dans L’Histoire de Manon de Kenneth Mac Millan) ou encore les charmeurs (Amour/Orion dans la Sylvia de John Neumeier). Son parcours témoigne d’une ouverture à tous les styles, de Serge Lifar (Suite en Blanc, Les Mirages, Roméo et Juliette-pas de deux) à Carolyn Carlson, dont il crée Signes (1997). On note également sa prédilection pour Vaslav Nijinski (Petrouchka, L’après-midi d’un faune, ou Nijinski de John Neumeier).
Il reste un familier de la danse contemporaine et interprète les pièces de Dominique Bagouet (Fantasia Semplice), Maguy Marin (Leçons de ténèbres, Ay dios), Daniel Larrieu (Attentat poétique), Odile Duboc (Rhapsody in Blue), Michel Kelemenis (Selim, Réversibilité, Images) Jean Grand-Maître (Eja Mater) et participe aux créations de William Forsythe (In the middle somewhat elevated, Pas./part), Jiri Kylian (Sinfonietta, Bella Figura). Il a dansé dans Un Trait d’union d’Angelin Preljocaj, (la IXe Symphonie de Beethoven, Le Concours, Arepo, Variations pour une porte et un soupir Le Mandarin Merveilleux et le Sacre du printemps) de Maurice Béjart, Giselle, Appartement et La Maison de Bernarda de Mats Ek, Air de Saburo Teshigawara, Orphée et Eurydice de Pina Bausch.
Enfin sa carrière le conduit à se produire en tant qu’artiste invité dans de nombreuses compagnies internationales. En 1995, il est l’interprète (acteur et danseur) du Martyre de Saint-Sébastien, mis en scène par Pier Luigi Pizzi à la Fenice de Venise. Il n’hésite pas non plus à emprunter les chemins de traverse, surfant avec la danse hip hop de Farid Berki dans Pas de vague avant l’éclipse, pièce donnée dans le cadre du « Vif du sujet » au Festival d’Avignon.
À 46 ans, le 13 juillet 2008, il fait ses adieux à la scène. Il danse pour la dernière fois sur la scène de l'Opéra de Paris, en compagnie de la danseuse étoile Marie-Agnès Gillot, le ballet Signes de la chorégraphe Carolyn Carlson, dans des décors du peintre Olivier Debré, sur une musique du compositeur René Aubry.
Parallèlement à son parcours d’interprète, Kader Belarbi amorce un travail de chorégraphe en 1987. Parmi ses créations, Le Bol est rond (1989), Salle des Pas Perdus (1997) sont présentées aux soirées des Danseurs-chorégraphes de l’Opéra de Paris. Giselle et Willy (1991) est donné au Palais Garnier, lors d’une soirée de pas de deux. Les Saltimbanques, ballet pour douze danseurs, inspirés des premières toiles de Picasso, est créé à l’Orchard Hall de Tokyo en août 1998 et repris à la Maison de la Danse de Lyon en février 2000. Dans le cadre des Carnets de bal, Bertrand d’At lui commande une création pour le Ballet du Rhin. Ce sera Liens de table en juin 2001. En février 2002, il crée sa première grande chorégraphie pour le ballet de l’Opéra de Paris, Wuthering Heights, d’après le roman Les Hauts de Hurlevent d’Emily Brontë. En janvier 2003, en collaboration avec la spécialiste de danse baroque, Francine Lancelot, il crée Bach-Suite II, dont il interprète d’abord des extraits lors des hommages rendus par l’Opéra de Paris à Rudolf Noureev et Claude Bessy, puis dans son intégralité en 2004 au Palais Garnier, ainsi que pour les vingt ans de l’Ensemble Baroque de Limoges. Cette même année, il crée sur l’Elégie de Gabriel Fauré, Entre d’Eux pour Marie-Agnés Gillot et Jiri Bubenicek au gala « Dance for Life » de Bruxelles, Les Epousés, à l’Amphithéâtre de l’Opéra Bastille, pièce librement inspirée des lettres de Vincent Van Gogh à son frère Théo, avec les danseurs Nicolas Leriche, Wilfried Romoli et la comédienne Norah Krief.
En 2005, le réalisateur Nils Tavernier lui confie la chorégraphie d’un bal oriental et le rôle du Prince Abdallah El Kassar dans son long métrage Aurore (sortie en salles en mars 2006). Kader Belarbi crée ensuite La Bête et la Belle - sur une trame musicale de Gyorgy Ligeti - pour les Grands Ballets Canadiens de Montréal (octobre 2005). Il crée avec son complice Olivier Massart de “La Mode en images“ plusieurs événements dont un Fashion Show dans une mise en scène chorégraphiée lors des Jeux Olympiques Asiatiques en novembre 2006, à Doha et conçoit la chorégraphie de la cérémonie d’ouverture de la Coupe du Monde de Rugby en septembre 2007. Lors de l’année 2007, Il enchaîne avec deux nouvelles créations Entrelacs pour le Ballet National de Chine à Pékin, ainsi qu’une relecture du Mandarin Merveilleux pour le Ballet du Grand Théâtre de Genève.
En Juillet 2008, il a créé Formeries à l’Opéra de Paris, pour un clown, des musiciens et des danseurs. Etranges Voisins en novembre 2009 pour le Junior Ballet de Lyon. Liens de Table et À nos Amours pour le Ballet du Capitole de Toulouse en février 2010. Durant deux saisons (2009-2010 et 2010-2011), il est artiste associé à La Comète, scène nationale de Châlons-en-Champagne, crée Room pour 6 danseurs contemporains et se produit en tournée avec un ensemble de danseurs.
Il a mis en place des Ateliers Chorégraphiques pour la ville de Châlons et de Toulouse, “Osons danser“ ouverts à tous.
En 2011, il crée pour la télévision italienne RAI, Come un sogno, un pas de deux pour Benjamin Pech et Eléonora Abbagnato de l’Opéra de Paris, puis un Pierrot Lunaire accompagné d’une danseuse et d’un guitariste et un grand ballet pour le Ballet du Capitole, La Reine morte.
Pour le Ballet du Capitole, qu’il dirige depuis le 1er août 2012, il a créé Liens de table et À nos Amours (2010), La Reine morte (2011), Étranges Voisins (2012), Entrelacs, Le Corsaire, La Bête et la Belle (2013), Bach-Suite III (2014), Giselle (2015), Salle des pas perdus et Mur-Mur (2016), Don Quichotte, Casse-Noisette (2017), Les Saltimbanques (2021) et Toulouse-Lautrec (2021).
Au fil des saisons, Kader Belarbi laisse les danseurs s’emparer de la diversité des styles chorégraphiques, afin de nourrir leur danse. Danseur et chorégraphe de renom, Kader Belarbi se distingue par une inépuisable curiosité et un appétit renouvelé d’aventures dansées.
Le 1er février 2011, il est nommé directeur de la danse désigné au Théâtre du Capitole. Il a pris ses fonctions comme directeur du Ballet du Capitole à partir du 1er août 2012. Il a été directeur de la danse du Théâtre du Capitole de 2012 à 2023.

## Carrière
Danseur
- Dominique Bagouet Fantasia Semplice (création - 1986)
- George Balanchine Agon ; Le Palais de cristal ; Les Quatre tempéraments ; Violin Concerto ; Le Fils prodigue ; Sérénade ; Allegro brillante (entrée au répertoire - 1996) ; Joyaux / Émeraudes (entrée au répertoire - 2000)
- Pina Bausch Orphée et Eurydice (entrée au répertoire - 2005)
- Maurice Béjart Le Sacre du printemps : l'Élu ; IXe Symphonie (entrée au répertoire - 1996) ; Le Concours : l’Inspecteur (entrée au répertoire - 1999) ; Le Mandarin merveilleux : le mandarin (entrée au répertoire - 2003) ; Variation pour une porte et un soupir (entrée au répertoire - 2006)
- Vladimir Bourmeister[2] Le Lac des cygnes
- Auguste Bournonville, Napoli pas de six
- Carolyn Carlson Signes (création - 1997)
- Jean Coralli et Jules Perrot Giselle : Albrecht
- Odile Duboc Rhapsody in blue (création - 1998)
- Mats Ek Giselle : Albrecht ; Appartement (création - 2000) ; La Maison de Bernarda 2008
- Michel Fokine Petrouchka rôle-titre
- William Forsythe In the Middle Somewhat Elevated ; Pas./parts (création - 1999)
- (Jacques Garnier) Aunis
- Jean Grand-Maitre Eja Mater (création - 1997)
- Michel Kelemenis Réversibilité (création - 1999) ; Pavane ; Selim 1995
- Jiří Kylián Sinfonietta - entrée au répertoire - 1989 ; Bella Figura (entrée au répertoire - 2001)
- Francine Lancelot et Kader Belarbi Bach-Suite 2 (création - 2003)
- Daniel Larrieu Attentat poétique (création - 1992)
- Serge Lifar Roméo et Juliette « pas de deux » ; Suite en blanc ; Les Mirages : le jeune homme
- Kenneth MacMillan L'Histoire de Manon : Lescaut (entrée au répertoire - 1990)
- Maguy Marin Leçons de ténèbres (création - 1987)
- Léonide Massine Le Tricorne ; La Symphonie fantastique : le musicien
- Agnes De Mille Fall River Legend : le pasteur (entrée au répertoire - 1996)
- John Neumeier Vaslaw rôle-titre ; Casse-noisette ; Magnificat - création - 1987 ; Sylvia : Orion (création - 1997) ; La Dame aux camélias : le père
- Bronislava Nijinska Noces
- Vaslav Nijinski L'Après-midi d'un faune : le faune, Petrouchka
- Rudolf Noureev Don Quichotte : Espada et Basilio ; La Belle au bois dormant : pas de deux de l’Oiseau bleu ; Roméo et Juliette : Tybalt et Roméo ; Casse-noisette ; Raymonda : Abderam ; Le Lac des cygnes : Rothbart et le prince Siegfried ; La Bayadère : Solor, La Tempête : Caliban) ; Manfred : Arimenes
- Roland Petit Notre-Dame de Paris : Frollo et Quasimodo ; Le Jeune Homme et la Mort (entrée au répertoire - 1990) ; Le Rendez-vous (entrée au répertoire - 1992) ; Carmen : Don José ; Le Loup : le loup ; Camera Obscura
- Angelin Preljocaj Un trait d'union (entrée au répertoire - 2003)
- Jerome Robbins In the Night ; Dances at a Gathering (entrée au répertoire - 1991) ; Glass Pieces (entrée au répertoire - 1991) ; The Four Seasons : le Printemps (entrée au répertoire - 1996)
- Paul Taylor Speaking in Tongues (entrée au répertoire - 1990) ; Auréole
- Saburo Teshigawara Air
- Rudi van Dantzig Le Chant des petits gosses ; Quatre derniers Lieder (entrée au répertoire - 1987) ; Aux armes citoyens ; Roméo et Juliette

Chorégraphe
- 1987 : Salve Regina
- 1989 : Le bol est rond
- 1991 : Giselle et Willy
- 1994 : Premier Envol
- 1995 : Sensuelle Solitude
- 1997 : Salle des pas perdus (recréé en 2010)
- 1998 : Les Saltimbanques
- 2001 : Liens de table pour le Ballet du Rhin
- 2002 : Wuthering Heights d'après le roman Les Hauts de Hurlevent d'Emily Brontë, Palais Garnier
- 2003 : Bach-Suite 2 en collaboration avec Francine Lancelot
- 2004 : Les Épousés pour Nicolas Le Riche et Wilfried Romoli à l'Amphithéâtre Bastille (recréé en 2010)
- 2005 : La Bête et la Belle pour Les Grands Ballets Canadiens
- 2006 : Aurore pour le film de Nils Tavernier
- 2007 : Entrelacs pour le ballet national de Chine
- 2007 : Le Mandarin merveilleux au Grand Théâtre de Genève
- 2008 : Formeries
- 2009 : Étranges Voisins pour le Junior ballet de l'Opéra de Lyon
- 2010 : À nos amours et Liens de table pour le ballet du Capitole de Toulouse
- 2010 : Room
- 2011 : Pierrot lunaire
- 2011 : Come un sogno
- 2011 : La Reine morte pour le Ballet du Capitole de Toulouse
- 2012 : Étranges Voisins pour le Ballet du Capitole de Toulouse
- 2013 : Entrelacs - Le Corsaire - La Bête et la Belle pour le Ballet du Capitole de Toulouse
- 2014 : Bach-Suite III en collaboration avec Francine Lancelot pour le Ballet du Capitole de Toulouse
- 2015 : À nos amours - La Reine morte - Giselle, nouvelles versions pour le Ballet du Capitole de Toulouse
- 2016 : Mur-Mur - Salle des pas perdus, nouvelle version pour le Ballet du Capitole de Toulouse
- 2017 : Don Quichotte - Casse-noisette nouvelles versions pour le Ballet du Capitole de Toulouse
- 2021 : Les Saltimbanques Création pour le Ballet du Capitole de Toulouse
- 2021 : Toulouse-Lautrec Création pour le Ballet du Capitole de Toulouse

## Filmographie
Courts métrages
- 1994 : Aunis de Luc Riolon, chorégraphie Jacques Garnier
- Une étoile en danger, Pas de vague avant l'éclipse, Allo de Luc Riolon
- Sensuelle Solitude de Nils Tavernier
- L'Homme qui danse de Valérie Urrea et Rosita Boisseau
- Les Fruits de la passion de Philippe Lalley
- Rhapsody in Blue de Marie-Hélène Rebois
- Selim de Djelloul Beghoura

DVD
- Signes de Carolyn Carlson, avec la danseuse étoile Marie-Agnès Gillot (Bel Air Classiques)
- Appartement de Mats Ek, avec les danseurs étoiles Marie-Agnès Gillot, Clairemarie Osta, Nicolas Le Riche et Kader Belarbi
- Le Tricorne dans Picasso et la danse de Bronislava Nijinska et Léonide Massine
- Aurore de Nils Tavernier
- La Symphonie fantastique de Dirk Sanders
- Jewels de George Balanchine filmé à l’Opéra national de Paris

Captations nationales et internationales
- Wuthering Heights, chorégraphie Kader Belarbi, production Opéra de Paris
- Le Corsaire, chorégraphie et mise en scène Kader Belarbi, coproduction Cinétévé et Théâtre du capitole, réalisation Luc Riolon
- La Bête et la Belle, chorégraphie et mise en scène Kader Belarbi, coproduction Cinétévé et Théâtre du Capitole, réalisation Luc Riolon
- Casse-noisette,    chorégraphie et mise en scène Kader Belarbi, coproduction Cinétévé et Théâtre du Capitole
- Les saltimbanques, chorégraphie et mise en scène Kader Belarbi, coproduction Cinétévé et Théâtre du Capitole, réalisation Luc Riolon
- La Reine morte, chorégraphie et mise en scène Kader Belarbi, coproduction Cinétévé et Théâtre du Capitole, réalisation Luc Riolon
- Toulouse Lautrec, chorégraphie et mise en scène Kader Belarbi, coproduction Cinétévé et Théâtre du Capitole, réalisation Luc Riolon

## Distinctions
- 1988 : Prix de l'AROP
- 1989 : Prix Nijinski
- 2004 : Prix du Forum de la Réussite
- 2006 :  Officier de l'ordre des Arts et des Lettres[3]
- 2008 :  Chevalier de la Légion d'honneur
- 2015 :  Officier de l'ordre national du Mérite
- Prix du syndicat de la critique 2017 : Prix de la personnalité chorégraphique de l'année